# 金井東裏遺跡

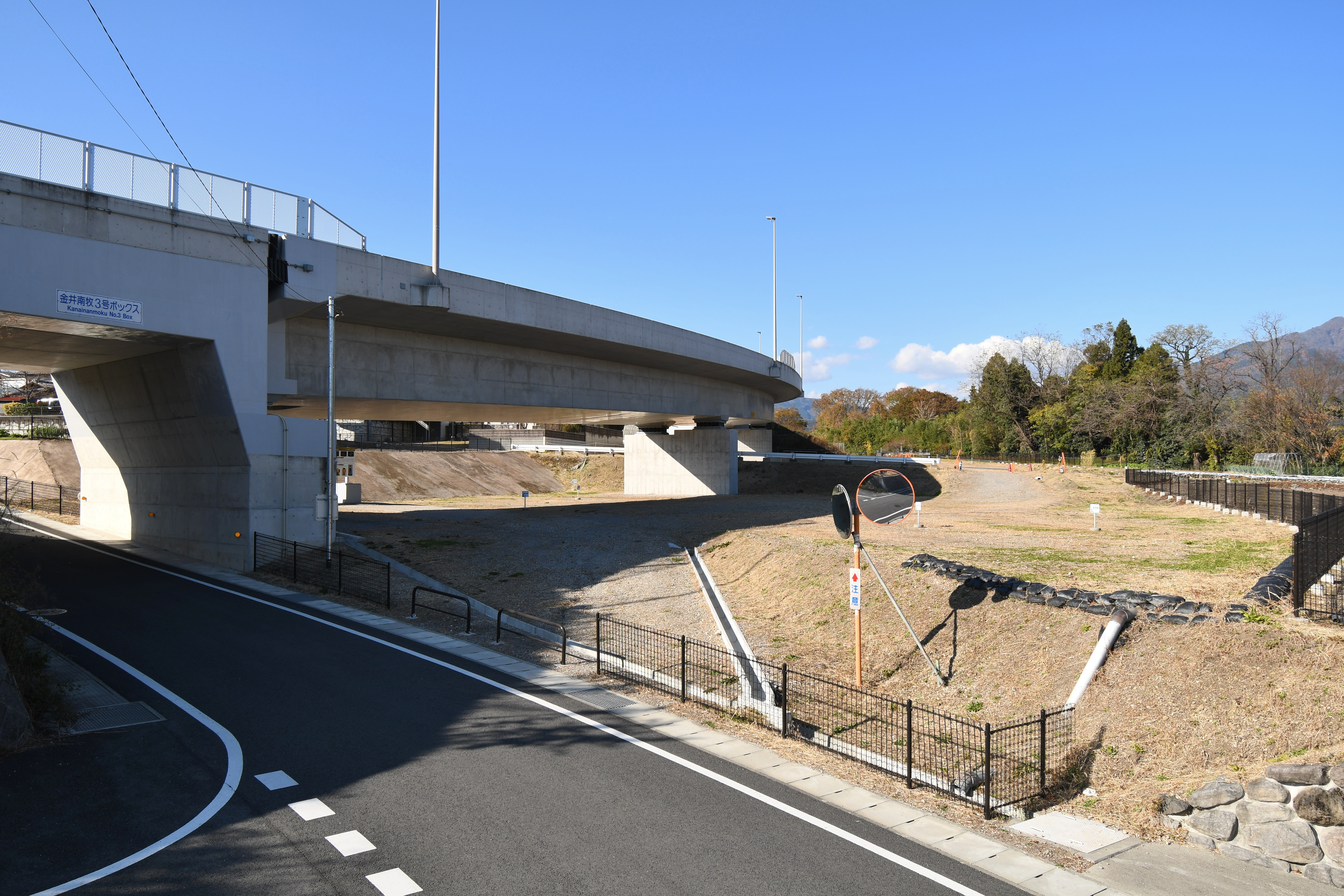
金井東裏遺跡 概観高架は上信自動車道（金井バイパス）。

金井東裏遺跡（かないひがしうらいせき）は、群馬県渋川市金井に所在する遺跡。金井遺跡群の1つ。2012年（平成24年）から始まった発掘調査で、榛名山の火砕流に埋没した「甲を着た古墳人」が出土するなど多くの重要な発見・成果が得られ、金井下新田遺跡と並んで注目された。出土品は国の重要文化財への指定が答申されている（重要文化財「群馬県金井遺跡群出土品」のうち、官報告示を経て正式指定となる）。

## 概要

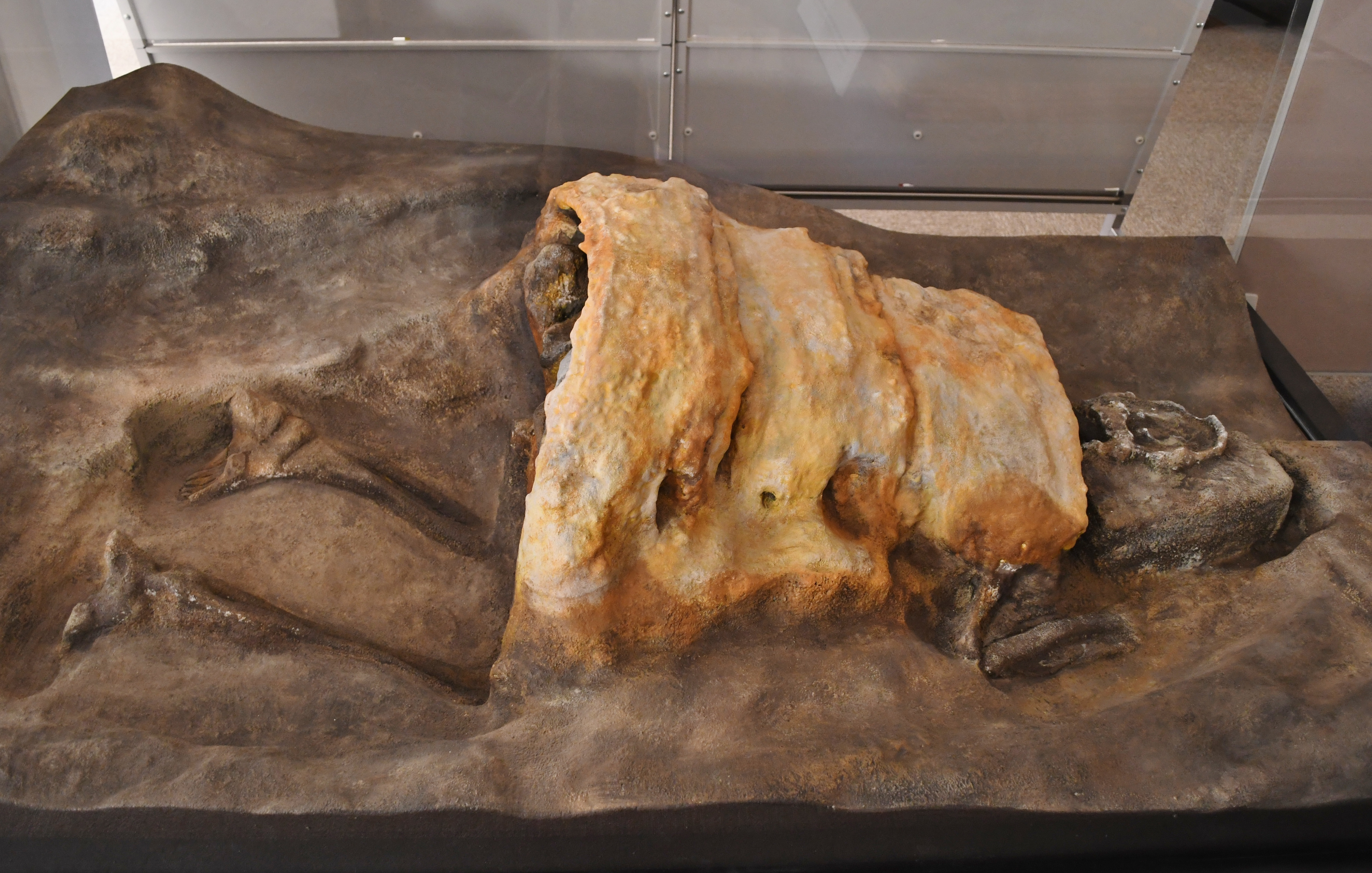
甲を着た古墳人（複製）渋川市埋蔵文化財センター展示。

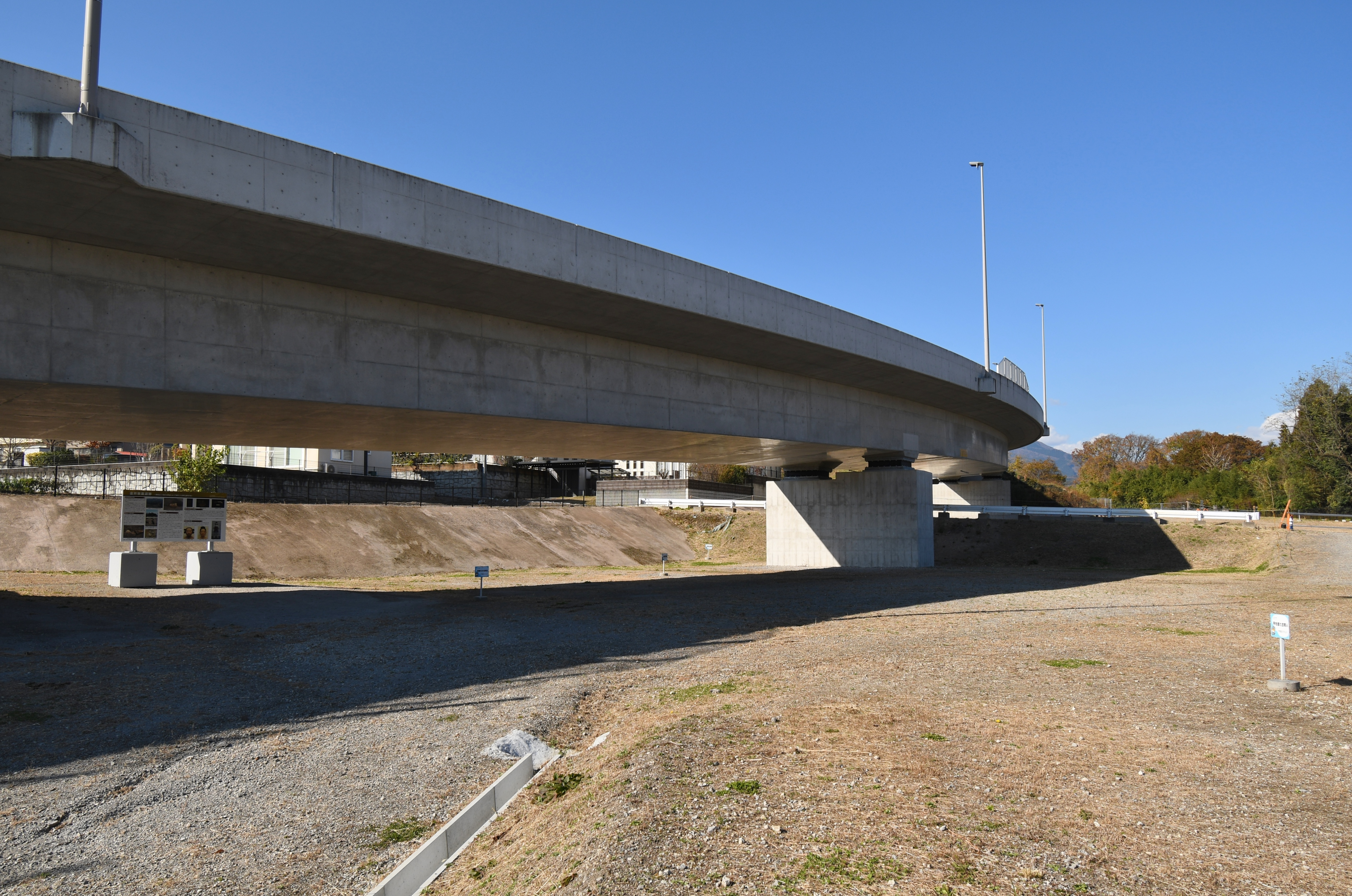
画像右端に古墳人の出土地点

渋川市金井の金井遺跡群は、榛名山北東山麓に拡がる扇状地上に立地する。
古墳時代当時の群馬県域（上毛野地域）は、浅間山や榛名山（二ツ岳）の大規模な噴火に度々見舞われており、当地域には6世紀初頭の噴火による「榛名山二ツ岳渋川火山灰（Hr-FA）」と、6世紀中頃の噴火による「榛名山二ツ岳伊香保軽石（Hr-FP）」という大量の火山噴出物（テフラ）が降下し、分厚い堆積層が形成された。
榛名山二ツ岳の6世紀初頭の噴火では、火砕流を含む計15回にわたるHr-FAテフラの降下・堆積が確認されているが、二ツ岳の北東8.5キロメートルに位置する金井遺跡群の古墳時代集落は、最初の噴火と降灰の後に発生した火砕流の直撃を受け、瞬く間にテフラに埋没したと考えられている。この火砕流で被災した他の同時代遺跡として著名なものに、渋川市・中筋遺跡が知られる。また、6世紀中頃のHr-FPテフラにより被災した遺跡としては同市黒井峯遺跡が知られる。

## 調査に至る経緯
渋川市内では、関越自動車道渋川伊香保インターチェンジから長野県の上信越自動車道までを連絡する地域高規格道路・国道353号金井バイパス（上信自動車道）の建設が行われており、道路敷設予定地域に存在する埋蔵文化財包蔵地について公益財団法人群馬県埋蔵文化財調査事業団による発掘調査が行われていた。このうち金井東裏遺跡域内を通過する道路建設部分では、道に沿った細長い調査区が設定され、内部を13区に細分して2012年（平成24年）9月から発掘調査が開始された。

## 主な調査成果

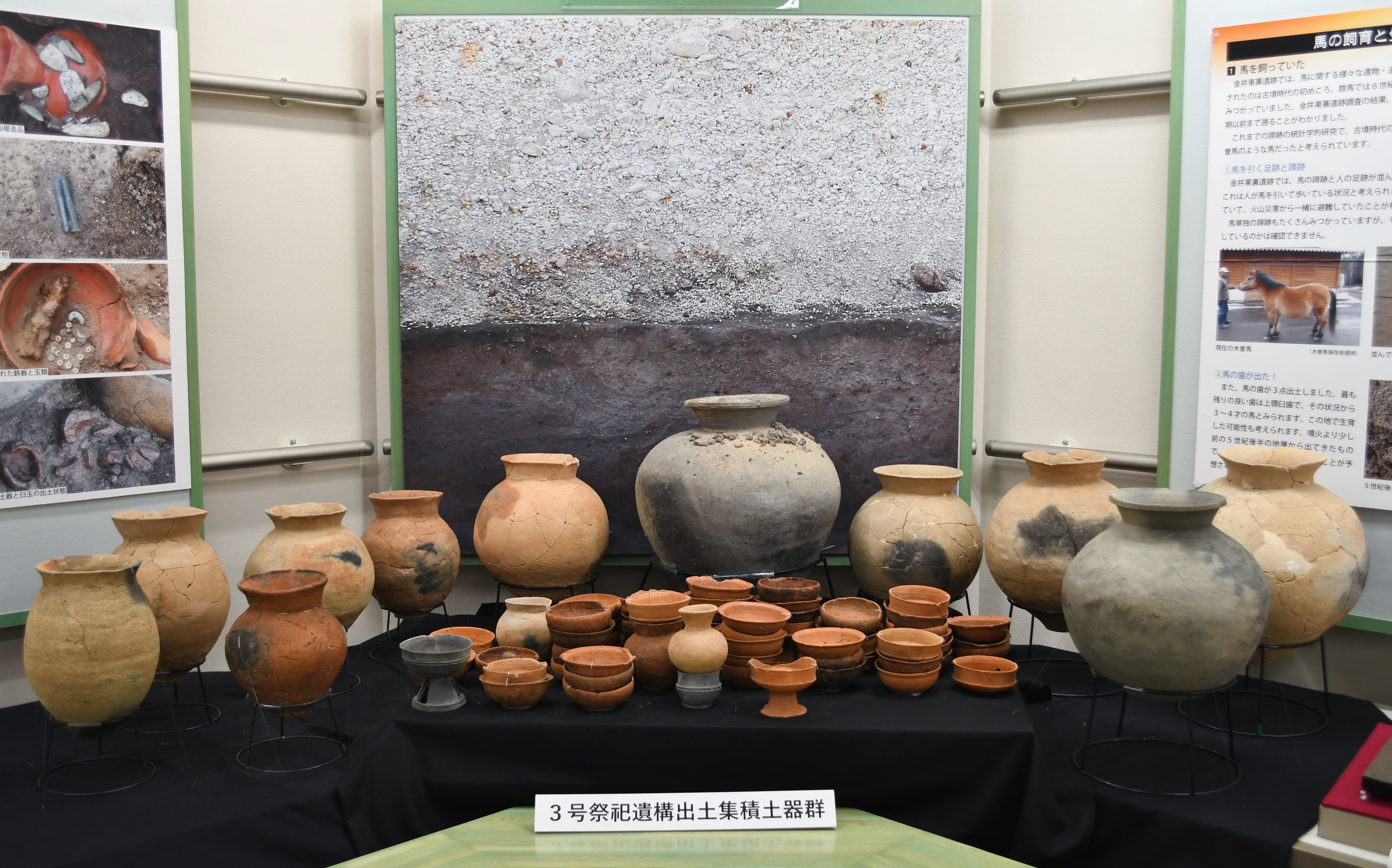
3号祭祀遺構 集積土器群群馬県埋蔵文化財調査センター発掘情報館展示。

金井東裏遺跡では、表土の下にHr-FA層とHr-FP層が合わせて2メートル以上堆積しており、その下に古墳時代の集落の遺構が広がっていた。
このなかで注目されたのは、第4区の31号溝と命名された、Hr-FA層が内部に堆積した溝状遺構の中に倒れていた「甲を着た古墳人」の発見である。2012年（平成24年）11月19日に発見された。古墳時代の遺跡から、小札甲を纏った状態での人骨の出土は、全国初の事例であった。「甲を着た古墳人」の傍らでは、この人物が所持していた刀子・砥石や衝角付冑・別の甲（2号甲）・鉄鏃（20本）・鉄矛が見つかった。また、首飾りを着けた女性人骨1体（「首飾りの古墳人」）、幼児骨1体、乳児頭骨1も見つかり、複数の人的被害が出ていたことが裏付けられている。また同区内では、大量の土師器・須恵器・玉類が集積された祭祀遺構や、竪穴建物、当時の足跡の残る道などが検出された。
「甲を着た古墳人」の所持していた矛や鉄鏃には、鹿角（ろっかく:シカの角）製の装具が残っていた。鹿角製の装具を伴う矛の出土例は、熊本県宇城市の国越古墳出土例・福岡県行橋市の稲童21号墳出土例があり、鉄鏃では大阪府羽曳野市の峯ヶ塚古墳出土例があるが、極めて少ないうえ、当時古墳人が1度に装備していた矢の全てに鹿角装が付けられていた事例は、本遺跡が初であった。また、古墳人の近くから発見された2号甲には、鹿角製の小札が使用されていた。骨を使用した甲は、大韓民国の夢村土城で類例があるが、日本国内の、また鹿角を利用した小札甲は初の発見例となった。
4区北隣の9区からは、火砕流に押し潰された平地建物のほか、竪穴建物、畑（畝）、馬具（剣菱形杏葉）、ベンガラを丸めた「赤玉」、同時代中期後半（5世紀後半）に築造された円墳2基などが発見された。

## 意義

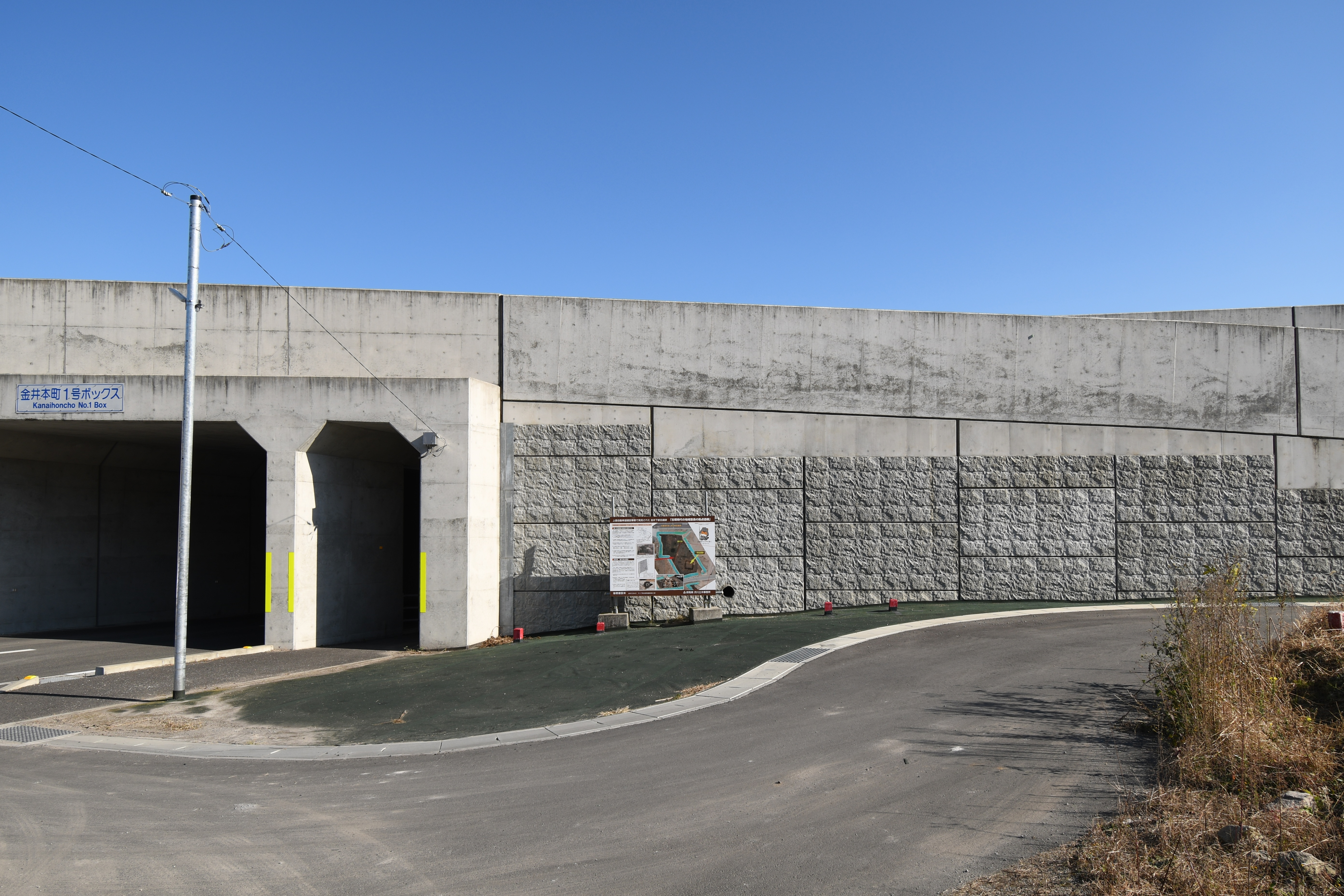
金井下新田遺跡

火山災害で被災した古墳時代集落が、当時の状況を克明に留めた状態で発見されただけでなく、「甲を着た古墳人」を筆頭に、これまでに類例のない発見が相次いだ。また、当遺跡から南に400メートル離れた金井下新田遺跡では、鍛冶炉を伴う大型建物や、建物の周囲を囲う網代垣と柱から成る「囲い状遺構」が発見され、金井東浦遺跡に匹敵する成果が上がっている。この事から金井遺跡群は、古墳時代社会や集落の実態を研究・復原する上で重要な成果が得られた遺跡と評価されている。